# Glaucina ignavaria
Glaucina ignavaria là một loài bướm đêm trong họ Geometridae.